# Virgen del Desierto
La Virgen del Desierto es una escultura ubicada en el cerro de Dolores, de la ciudad de Gómez Palacio, Dgo. México. Obra escultórica del arquitecto Patricio Guzmán Leyva de la FB_IMG_1643336748876
Los trabajos de construcción empezaron el 8 de mayo de 2019, la bendición de la primera etapa se llevó a cabo el 11 de diciembre de 2020, la escultura cuenta con una altura de casi 28 metros. La base está construida con 180 toneladas de concreto, la estructura es de vigas metálicas recubierta por fibra de vidrio y resina, se ha construido una escalinata para que la gente pueda subir a peregrinar al cerro además de los cimientos que soportan esta magna obra. La escultura cuenta ya con una canción compuesta por el cantautor lagunero Germán Martínez Flores.
FB_IMG_1643336748876
La idea original fue concebida por el presbítero Carlos Martínez Sada en el afán de plasmar la devoción mariana de las diferentes advocaciones que formaron la Comarca Lagunera a la cual arribaron diferentes grupos étnicos como alemanes, chinos, italianos, españoles, franceses, ingleses, etc. La intención es que se permee un sentido de pertenencia para todos los habitantes de la Laguna y sentirnos protegidos por nuestra Virgen del Desierto.

En una siguiente etapa se planea construir el museo del nacimiento y una capilla en lo alto del cerro
- Datos: Q97277603